# Lijst van gemeenten in Mardin
Onderstaande lijst bevat alle gemeenten (2000) in de Turkse provincie Mardin.
| District  | Gemeente  |
| --------- | --------- |
| Dargeçit  | Dargeçit  |
| Dargeçit  | Kılavuz   |
| Dargeçit  | Sümer     |
| Derik     | Derik     |
| Kızıltepe | Dikmen    |
| Kızıltepe | Gökçe     |
| Kızıltepe | Kızıltepe |
| Kızıltepe | Şenyurt   |
| Kızıltepe | Yüceli    |
| Mardin    | Kabala    |
| Mardin    | Mardin    |
| Mardin    | Ortaköy   |
| Mardin    | Yalım     |
| Mazıdağı  | Mazıdağı  |
| Midyat    | Acırlı    |
| Midyat    | Çavuşlu   |
| Midyat    | Gelinkaya |
| Midyat    | Midyat    |
| Midyat    | Söğütlü   |
| Midyat    | Şenköy    |
| Midyat    | Yolbaşı   |
| Nusaybin  | Akarsu    |
| Nusaybin  | Duruca    |
| Nusaybin  | Girmeli   |
| Nusaybin  | Nusaybin  |
| Ömerli    | Ömerli    |
| Savur     | Pınardere |
| Savur     | Savur     |
| Savur     | Sürgücü   |
| Savur     | Yeşilalan |
| Yeşilli   | Yeşilli   |